# Holzheim (Belgique)
Pour les articles homonymes, voir Holzheim.
Holzheim est un village de la commune belge de Bullange située en Communauté germanophone de Belgique dans la province de Liège en Région wallonne.
Avant la fusion des communes de 1977, Holzheim faisait partie de la commune de Manderfeld.
En 2014, la localité comptait 100 habitants pour 40 habitations.

## Situation
Holzheim, est un petit village du haut plateau ardennais implanté dans un environnement de prairies et de bosquets presque entièrement entourés de forêts.
Il est situé entre les localités de Honsfeld (au nord), Medendorf (au sud), Hasenvenn et Manderfeld (au sud-est). Bullange se trouve à 7,5 km au nord.
L'altitude du village varie entre 560 et 615 m (578 m à l'église).

## Patrimoine
La chapelle Saint-Corneille (St. Kornelius Kapelle) aurait été construite en 1665. Elle est aussi parfois appelée chapelle Saint-Donat du fait de la présence en ce lieu d'une statue en bois polychrome de la première moitié du XVIIIe siècle représentant ce saint. La chapelle possède aussi des statues de saint Corneille. Cet édifice compte une seule nef de trois travées et un chevet à trois pans avec croix extérieure adossée. La tour carrée est percée de deux œils-de-bœuf dans sa partie inférieure. La chapelle est reprise sur la liste du patrimoine immobilier classé de Bullange depuis 1992.
La croix votive de Holzheim est dressée dans un îlot arboré. Elle est en pierre de taille sculptée et a une hauteur inhabituelle de 3 m (socle + croix). Elle date de 1842.